# Thalestris hokkaidoensis
Thalestris hokkaidoensis is een eenoogkreeftjessoort uit de familie van de Thalestridae. De wetenschappelijke naam van de soort is voor het eerst geldig gepubliceerd in 2009 door Takemori & Iwasaki.